# Couvreux (plaats)
Couvreux is een dorpje in de Belgische provincie Luxemburg, en meer bepaald in de Gaumestreek. Tot voor de gemeentefusies van 1977 was het een deel van de gemeente Dampicourt, die ondertussen een deelgemeente is van Rouvroy. Couvreux grenst aan Frankrijk.

## Bezienswaardigheden
- De Église Saint-Roch uit 1877